# آن سوتون
آن سوتون (بالإنجليزية: Ann Sutton)‏ هي موزعة ‏ وفنانة وكاتِبة بريطانية، ولدت في 16 مايو 1935 في ستوك أون ترينت في المملكة المتحدة.

## وصلات خارجية
- الموقع الرسمي